# Boruto: Naruto Next Generations
Boruto: Naruto the Next Generations (ＢＯＲＵＴＯ―ボルト-ＮＡＲＵＴＯ ＮＥＸＴ ＧＥＮＥＲＡＴＩＯＮ―?) és un manga escrit inicialment per Ukyō Kodachi i dibuixat per Mikio Ikemoto sota la supervisió de Masashi Kishimoto. El novembre de 2020, Kodachi va dimitir i el mateix Kishimoto va assumir el càrrec d’escriptor. És una sèrie derivada i seqüela de Naruto, de Kishimoto. L'obra va ser publicada al Japó per Shūeisha a les pàgines de Weekly Shōnen Jump mensualment de maig de 2016 a juny de 2019 i després continua a V Jump a partir de juliol de 2019. Una adaptació d'anime, produïda per Pierrot, va començar a televisar-se al Japó a TV Tokyo el 5 d'abril de 2017.

## Argument
La història segueix els esdeveniments de Boruto Uzumaki, fill de Naruto Uzumaki que ara s'ha convertit en el setè Hokage de Konoha. Inicialment es narren els esdeveniments de l’onzena pel·lícula de la sèrie, Boruto: Naruto the Movie, però després d’aquesta part la història continua amb arcs narratius inèdits, arribant a la batalla final entre Boruto i el misteriós Kawaki.

## Producció
Quan el manga Naruto va acabar el 2014, la companyia Shueisha va demanar a Masashi Kishimoto que dibuixés la seqüela. Kishimoto va rebutjar la idea i va proposar a l'artista Mikio Ikemoto, que havia estat treballant com a assistent de Kishimoto des dels primers capítols de Naruto', que el dibuixés en el seu lloc. Es va utilitzar un lloc web de compte enrere titulat "Next Generation" per promocionar el nou manga. El desembre de 2015, es va anunciar la serialització de Boruto: Naruto Next Generations. Kishimoto va dir que volia que Boruto superés el seu propi treball. L'escriptor de Boruto, Ukyō Kodachi, havia escrit una novel·la lleugera anomenada Gaara Hiden (2015) i havia ajudat Kishimoto a escriure el guió per a la pel·lícula Boruto: Naruto the Movie. A més d'escriure per a la sèrie, Kodachi supervisa la història de l'anime. Kishimoto també va actuar com a supervisor de l'anime dels episodis 8 i 9. Kodachi va explicar que l'ambientació de la sèrie, que destaca per utilitzar més ciència que Naruto, va ser influenciada pel seu pare, un metge. Per tal de combinar encara més l'ús del ninjutsu i la tecnologia, Kodachi es va inspirar en els jocs de rol de ciència-ficció.
Tot i que Kishimoto revisava el guió del manga, va aconsellar a Ikemoto que utilitzés el seu propi estil artístic en lloc d'imitar el seu. Ikemoto va estar d'acord i es va sentir optimista sobre el seu estil artístic. Tot i que va assenyalar que els fans de molt de temps podrien estar decebuts que Kishimoto no estés dibuixant Boruto, Ikemoto va afirmar que ho faria el millor possible. Ikemoto va declarar que estava agraït que la sèrie s'anés publicant mensualment en lloc de setmanalment perquè produir la quantitat necessària de gairebé 20 pàgines per capítol seria estressant; no obstant això, encara trobava difícil la serialització mensual. Els capítols habituals de Boruto solen superar les 40 pàgines; la creació dels esbossos en miniatura triga una setmana, les pàgines triguen 20 dies a produir-se, mentre que la resta del temps s'utilitza per pintar imatges i retocar els capítols. En dibuixar els personatges, Ikemoto va sentir que les expressions facials de Boruto van canviar a mesura que la història avançava; donant inicialment grans ulls al protagonista per a les interaccions del personatge amb Tento, l'aparença d'en Boruto es va fer més rebel quan parlava amb en Kawaki.
Tot i tenir un to més clar que Naruto, la sèrie comença deixant entreveure un futur fosc. Aquest muntatge va ser proposat per Kishimoto per donar un major impacte al manga i tenir un enfocament diferent al de la pel·lícula Boruto. En aquest escenari, Ikemoto va dibuixar un Boruto més gran, però creia que aquest disseny podia canviar una vegada que el manga arribés a aquest punt. A principis del 2019, Ikemoto va declarar que la relació entre Boruto i Kawaki seria el principal focus de la trama a mesura que avançava fins a la seva lluita al flashforward. Ikemoto pretén donar a la sèrie gairebé 30 volums per explicar la història. Kodachi va establir paral·lelismes entre Boruto i l'era posterior a la Guerra Freda, afirmant que mentre els nous personatges viuen en un temps de pau, alguna cosa complicada podria tornar el món al caos.
Encara que Kishimoto inicialment no estava escrivint la sèrie, va crear diversos personatges perquè el personal els fes servir. Kishimoto no va especificar si Naruto o un altre personatge important moriria, però va dir que trobaria interessant una situació com aquesta i va afegir que els autors tenien llibertat per escriure la història com vulguessin.
 El novembre de 2020 es va anunciar que després de 51 capítols i 13 volums, Kodachi renunciaria com a escriptor, amb Kishimoto assumint totes les tasques d'escriptura i Ikemoto continuant com a il·lustrador començant amb el capítol 52 de la revista V Jump el 21 de novembre de 2020.